# 多恩海姆
多恩海姆（德語：Dornheim）是德国图林根州的市镇，隶属于伊尔姆县。总面积为7.87平方千米，截至2023年12月31日总人口为562人。